# Hemiceras clarki
Hemiceras clarki är en fjärilsart som beskrevs av William Schaus 1911. Hemiceras clarki ingår i släktet Hemiceras och familjen tandspinnare. Inga underarter finns listade i Catalogue of Life.